# استان حلوان
استان حِلوان (به عربی: محافظة حلوان) یکی از استان‌های کشور مصر بود.
این استان در شمال مصر واقع بود و درازای دره نیل را فرا گرفته بود.
این استان در ۱۸ آوریل سال ۲۰۰۸ با جدا شدن بخش‌هایی از استان قاهره تشکیل شد. این جدایی به فرمان رئیس جمهور وقت مصر با هدف کاستن از بار اعمال شده بر استان قاهره ایجاد شد. این استان بخش‌های بزرگی از حومه شرقی قاهره را شامل می‌شد که از جمله آنها می‌توان به محله مرفه معادی اشاره کرد. شهر حلوان به عنوان پایتخت این استان انتخاب شد.
در آوریل ۲۰۱۱، نخست وزیر عصام شرف در فرمانی این استان را ملغی کرد و قلمرو آن را دوباره به استان قاهره بازگرداند.